# Gottfried Huppertz
Gottfried Huppertz (Alemanya 1887‐1937) fou un compositor alemany.
Estudià música a Colònia i entrà en contacte amb el món del teatre i el cinema, on conegué a Fritz Lang, que li encarregà expressament la música per a Els Nibelungs i el següent, Metropolis. La seva composició per Die Nibelungen va aconseguir lligar íntimament música i imatges, provocant una coreografia de llum, ritme i moviment, amb efectes impressionants. És per això queHuppertz és considerat un dels grans de la música per al cinema. La seva prematura mort va fer que fos, injustament, oblidat durant anys.

## Filmografia
- Die Nibelungen: Siegfried (1924)
- Die Nibelungen: Kriemhilds Rache (1924)
- Zur Chronik von Grieshuus (The Chronicles of the Gray House) (1925)
- Metropolis (1927)
- Der Judas von Tirol (The Judas of Tyrol) (1933)
- Elisabeth und der Narr (1934)
- Hanneles Himmelfahrt (1934)
- Der grüne Domino (1935)
- Durch die Wüste (1936)

## Fonogrames
- 1924 - Shellac record of the opera "Love People," Huppertz vocalist on page 1 and 2, VOX Record No. 04023
- 1927 - "To the film Metropolis," on page 2-sections of the Huppertz score, VOX records, No. 08386 and 8387
- 2011 - CD "Metropolis," Original Motion Picture Soundtrack, Germany radio culture, digital Capriccio C5066